# Golmbach
Golmbach er en kommune i Landkreis Holzminden i den tyske delstat Niedersachsen, med knap 1.000 indbyggere (2012), og en del af amtet Bevern.

## Geografi
Golmbach ligger mellem mittelgebirgene og højdedragene Vogler mod nord, Homburgwald mod øst, Solling mod syd og Burgberg mod syd-sydvest. Byen ligger mellem Stadtoldendorf mod øst og Bevern mod sydvest.

### Inddeling
Ud over landsbyen Golmbach ligger også bebyggelsen Warbsen i kommunen.